# Aéroport de Santa Clara
 (février 2019).
Si vous disposez d'ouvrages ou d'articles de référence ou si vous connaissez des sites web de qualité traitant du thème abordé ici, merci de compléter l'article en donnant les références utiles à sa vérifiabilité et en les liant à la section « Notes et références ».
L’aéroport de Santa Clara (code IATA : SNU • code OACI : MUSC) est un aéroport sur l’ile de Cuba qui assure des vols internationaux. Il a été nommé en l’honneur d'Abel Santamaría (es), acteur de la révolution cubaine.
Le premier vol (Jet Blue 387) était un vol Fort Lauderdale(FLL)-Santa Clara (SNU) et retour. Il a été effectué le 31 août 2016. Ce fut le premier vol en provenance des Etats-Unis, après 54 ans de relations coupées 

## Situation
| \| 100 km1:2 630 000 \| Santa Clara Trinidad Santiago de Cuba Bayamo Jardines del Rey Holguín Baracoa Las Tunas Camagüey Cienfuegos La Havane-J. Martí Varadero Varadero-Kawama La Coloma Guantánamo Ciego de Ávila Moa Plage Baracoa Nueva Gerona San Nicolás de Bari Sancti Spíritus Manzanillo Siguanea Cayo Largo |
| 100 km1:2 630 000 |

## Destinations
| Compagnies        | Destinations                                                                |
| ----------------- | --------------------------------------------------------------------------- |
| Air Canada Rouge  | En saison : Toronto (Pearson)                                               |
| Air Transat       | Montréal (P.-E.-Trudeau), Toronto (Pearson) En saison : Halifax (Stanfield) |
| American Airlines | Miami                                                                       |
| Copa Airlines     | Panama-Tocumen                                                              |
| Iberojet          | En saison : Madrid-Barajas                                                  |
| WestJet           | En saison : Montréal (P.-E.-Trudeau), Toronto (Pearson)                     |

## Base aérienne de Santa Clara
L'aéroport est une ancienne base aérienne de l'armée cubaine. On y trouvait : le 14ème régiment tactique, le siège du la commande tactique aérienne, le 21ème régiment bombardier et le 1890ème régiment d'interception.
Ce fut aussi la base d'hélicoptères les Forces Armées Révolutionnaires Cubaines.On pouvait y apercevoir des hélicoptères en 2013